# Utkikken
Utkikken är en kulle i Antarktis. Den ligger i Östantarktis, i ett område som Norge gör anspråk på. Toppen på Utkikken är 780 meter över havet.
Terrängen runt Utkikken är huvudsakligen kuperad, men österut är den platt.